# フェデリコ・コマンディーノ
フェデリコ・コマンディーノ（伊: Federico Commandino、1509年  - 1575年9月5日
）は、イタリアの人文主義者、数学者。コンマンディーノとも。

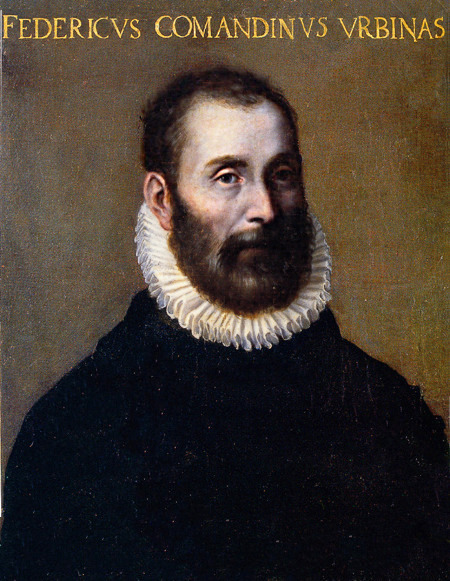
フェデリコ・コマンディーノ（Federico Commandino）

ウルビーノに生まれ、パドヴァで学び、フェラーラにてアントニオ・ムーサ・ブラサボラの下で医学の博士号を取得した。生涯においてコマンディーノは数多くパトロンを持った。最初はヴィテルボの祭司グラッシに支援されその後クレメンス8世の支援下に入った。ウルビーノでグイドバルド2世・デッラ・ローヴェレに援護されたが、ラヌッチョ・ファルネーゼとともにローマに行った。ローマではマルケルス2世の後援を受けた。フランチェスコ・マリーア2世・デッラ・ローヴェレにウルビーノに呼び戻された。そこでジョン・ディーと出会い、学者コンラード・ダジポデュース、ジェロラモ・カルダーノ、フランチェスコ・マウロリーコ、クリストファー・クラヴィウスと文通した。
コマンディーノは、古代数学者の作品の翻訳の功績で名を馳せている。最初はギリシャ語、次にアラビア語を参考にして、ラテン語やイタリア語に訳した。アルキメデスの数多の論文の出版に責任を負った。サモスのアリスタルコスの On the sizes and distances of the Sun and the Moon 、アレキサンドリアのパップスの Mathematical collection 、アレクサンドリアのヘロンの Pneumatics 、アレキサンドリアのプトレマイオスの Planisphere and Analemma 、ペルガのアポロニウスの Conics 、アレキサンドリアのエウクレイデスの Elements などを訳していった。彼の生徒にはグイドバルド・デル・モンテとベルナルディーノ・バルディがいた。コマンディーノの定理として知られる性質は重心に関するコマンディーノの作品に初めて出現した。

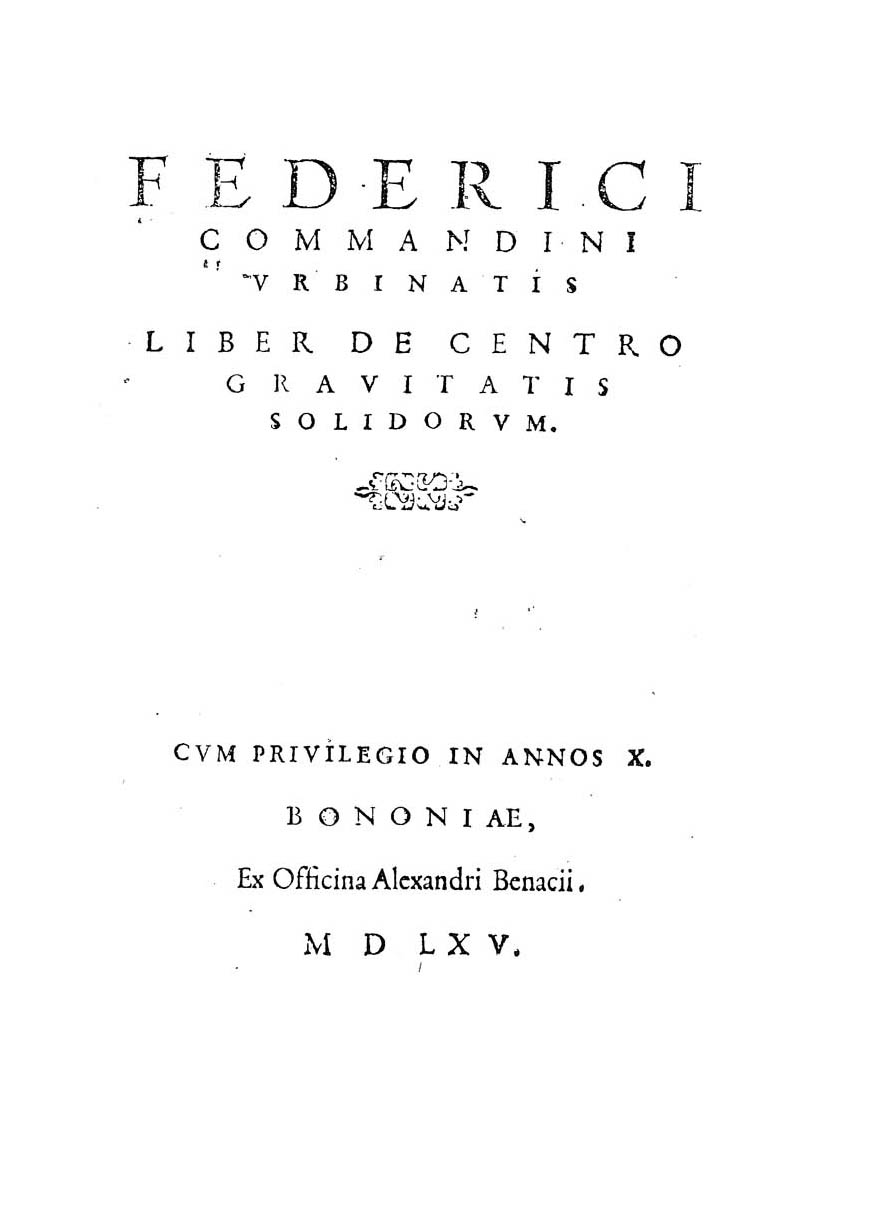
Liber de centro gravitatis solidorum, 1565

## 伝記
- Archimedis De iis quae vehuntur in aqua libri duo/ a Frederico Commandino restituti et commentariis illustrati, Bononiae: Ex officina Alexandri Benacii (1565), 45 p.